# Bunt kickt gut

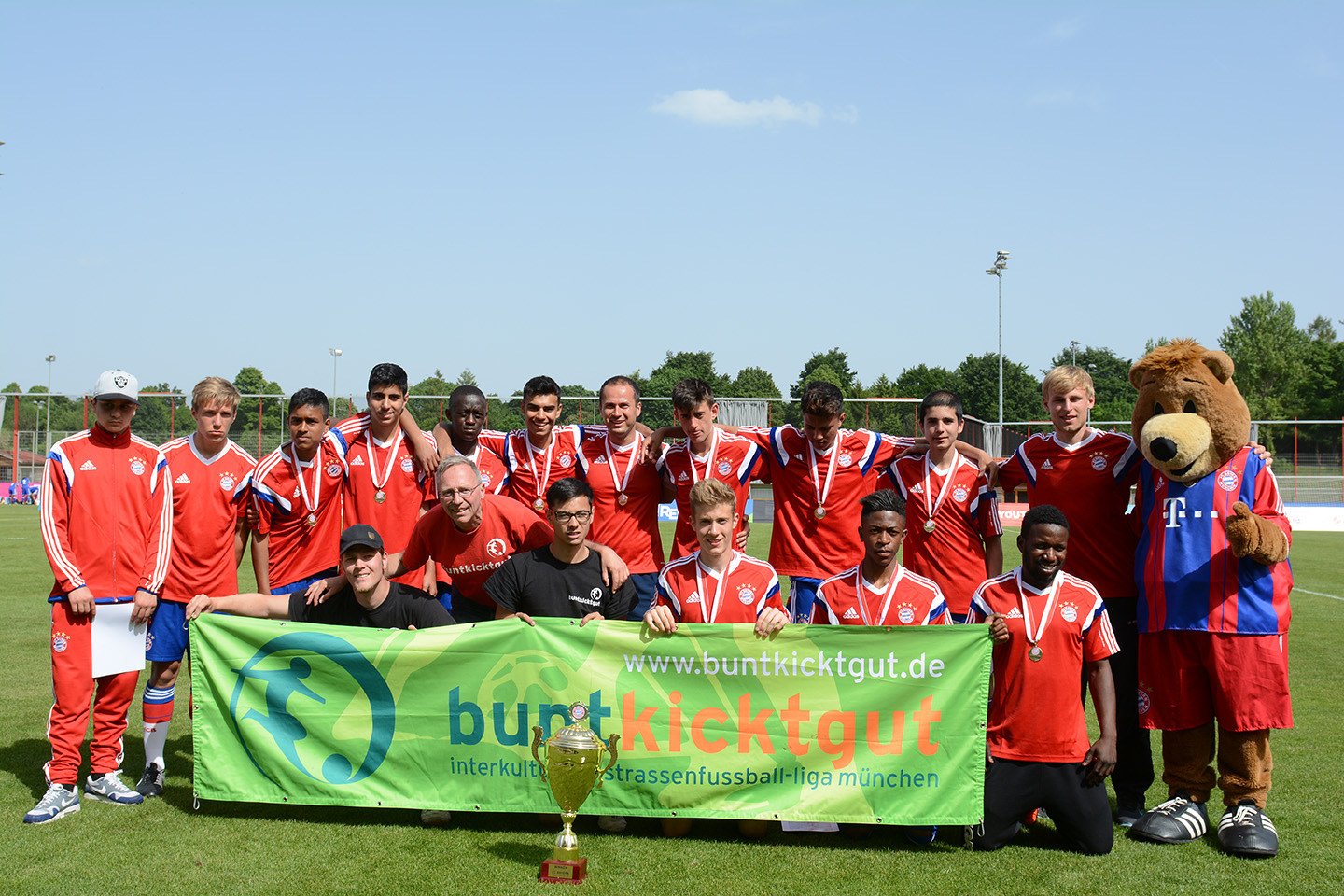
Das Auswahlteam von buntkicktgut beim FC Bayern Youth Cup 2014

Bunt kickt gut (Eigenschreibweise buntkicktgut) ist eine 1996 gegründete Integrationsinitiative. Ziel der interkulturellen Straßenfußball-Liga für Kinder und Jugendliche ist es, auf spielerische Art und Weise Kinder, Jugendliche und Erwachsene verschiedener kultureller und sozialer Herkunft zu verbinden.

## Entstehung
Im Jahr 1996 entstand buntkicktgut während der durch den Jugoslawienkrieg ausgelösten Flüchtlingswelle in München als Initiative dreier Flüchtlingsbetreuer: Rüdiger Heid, Hans-Peter Niessner und Memo Arikan. Mit ihren Jugendteams „Harras Bulls“ und „Weigl Heroes“ aus zwei Gemeinschaftsunterkünften legten sie den Grundstein für eine erste Liga in der Altersklasse U14. Durch den Fußball wollten die Initiatoren zunächst vor allem interkulturelle und sprachliche Barrieren unter den Jugendlichen lösen und lockern. Die „Flüchtlings-Liga“ wuchs, immer mehr Teams bildeten sich und spielten mit. Seit 1998 läuft sie unter dem Namen buntkicktgut.
In der Folgezeit wuchs das Projekt. So fand beispielsweise Anfang 2014 die Winterliga 2013/2014 statt (350 Spiele an 52 Tagen mit circa 3500 aktiven Teilnehmern), danach die Sommerliga 2014 (759 Spiele an 53 Tagen und etwa 1000 aktiven Teilnehmern) und Ende 2014 die Winterliga 2014/2015 (1117 Spiele an 93 Tagen mit etwa 1200 aktiven Teilnehmern). Im Jahr 2015 spielten 2015 allein in München pro Jahr über 2.500 Teilnehmer in über 250 Teams aus über 100 verschiedenen Herkunftsländern. Getragen wurde die Liga ursprünglich vom Flüchtlingsamt der Stadt München, heute durch die Initiativgruppe – Interkulturelle Begegnung und Bildung e. V. mit Unterstützung durch das Stadtjugendamt und dem Amt für Wohnen und Migration der Landeshauptstadt.
Inzwischen beteiligen sich deutschlandweit über 4000 Kinder und Jugendliche pro Jahr an buntkicktgut, nehmen insgesamt an über 50 Trainingseinheiten pro Woche und 250 Spieltagen pro Jahr teil. Dabei spielen sie in sechs Altersklassen: U11, U13, U15, U17, Ü17/Senior und Ladies, Ziel ist die Qualifikation zur „Champions League“, die als Endrunde seit April 2006 nach dem Motto: „Zeigt uns euer Stadion“ durchgeführt wird – mit wechselnden Spielorten im gesamten Stadtgebiet. Seit 1997 haben über 40.000 Kinder und Jugendliche aus über 100 Herkunftsländern teilgenommen.
Das Projekt war zunächst von der Initiativgruppe – Interkulturelle Begegnung und Bildung e. V. (IG) getragen worden. Im Jahr 2016 wurde die buntkicktgut gGmbH gegründet.

## Standorte
In Deutschland sind buntkicktgut-Straßenfußball-Ligen folgenden Standorten zugeordnet:
- Baden-Württemberg: Oberschwaben seit 2016,
- Bayern: München seit 1997,[13] Würzburg[14]--> Niederbayern seit 2014,[15]
- Berlin seit 2013,[16][17]
- Hamburg seit 2017,[18]
- Nordrhein-Westfalen: Dortmund („Nordstadtliga“[19]) seit 2011, Düsseldorf seit 2015,[20]
- Rheinland-Pfalz: Ludwigshafen am Rhein seit 2017.[21]

Weitere Standorte in Deutschland sind bzw. waren für Leipzig, Nürnberg und Stuttgart in Planung. Hinzu kommen internationale Standorte:
- Schweiz: Basel[22][23] und Zürich,[12] mit Aktivitäten in insgesamt zehn Schweizer Regionen, darunter in der Region Oberwallis, in der Zentralschweiz, in Emmen/Luzern und in der Region Werdenberg in der Ostschweiz;[24]
- Togo: Lomé und Sokodé;
- Serbien: Subotica.

## Ziel
Durch den Fußball kommen die Kinder und Jugendlichen in Kontakt mit anderen Kindern deutscher und ausländischer Herkunft. Projektziel ist neben der präventiven Wirkung auf Jugendkriminalität und den Umgang mit Gewalt die Entwicklung von Perspektiven und Förderung von Bildungs- und Ausbildungsgrundlagen von jungen Menschen, die unter schwierigen sozialen oder ökonomischen Bedingungen aufwachsen. Der Teamsport soll dabei als Katalysator zum Abbau von Aggressionen und Frustration dienen und interaktives und kooperatives soziales Verhalten fördern.

## Beteiligungsformate
buntkicktgut bietet verschiedene Beteiligungsformate neben den Straßenfußball-Ligen.

### Street Football Work
In Stadtvierteln mit sozialen Brennpunkten trainieren Street Football Worker mit den Teams. Street Football Worker sind meist Jugendliche, die die Liga kennen, selber Fußball spielen und den Sprung aus sozial schwierigen Verhältnissen geschafft haben.

### Liga-Rat
Der Liga-Rat stellt Regeln auf, achtet auf die Einhaltung der Regeln durch die Teilnehmenden und die Teams, löst Konflikte während der Saison, entscheidet über Sperren und andere Sanktionen. Er besteht beispielsweise in München aus den offiziellen buntkicktgut-Referees (Schiedsrichtern).

### buntkicker
Das Straßenfußball-Magazin „buntkicker“ wird von einer Jugendredaktion online und als Print-Ausgabe erstellt und dient nicht nur der Identifikation und Bewusstseinsbildung, sondern auch Bildungszielen. Hier verfassen Jugendliche Spielberichte, Interviews, Reportagen, Team- oder Spielerportraits aus dem Ligageschehen.

### Lern-Camps
Neben dem kontinuierlichen Ligabetrieb bietet buntkicktgut zusätzliche Ferienangebote mit unterschiedlichen Kooperationspartnern, darunter 2014 ein Fußball-Ernährungs-Workshop „buntkochtgut“ für Kinder im Alter von neun bis 13 Jahren.

### Referee
Teilnehmende Kinder und Jugendlichen können sich als Schiedsrichter während der Spieltage und auf Turnieren auf dem Platz engagieren.

### Auswahlteams
Besondere Talente von buntkicktgut können für ein Auswahlteam der interkulturellen Straßenfußball-Ligen spielen. Jeder buntkicktgut-Standort hat ein Auswahlteam, das bei Veranstaltungen und internationalen Sichtungsturnieren (wie dem FC Bayern Youth Cup vom FC Bayern München) in Aktion tritt.

### Flüchtlingsarbeit
Die Street Football Worker (SFW) von buntkicktgut organisieren und bieten auch Trainingseinheiten für Flüchtlinge an. Allein in und um München laufen wöchentlich 30 Trainingseinheiten mit 400 bis 600 vorwiegend unbegleiteten minderjährigen Flüchtlingen. Auch an anderen Standorten werden Street Football Worker von buntkicktgut für Sportangebote mit zugewanderten jungen Menschen nachgefragt.

## Veranstaltungen

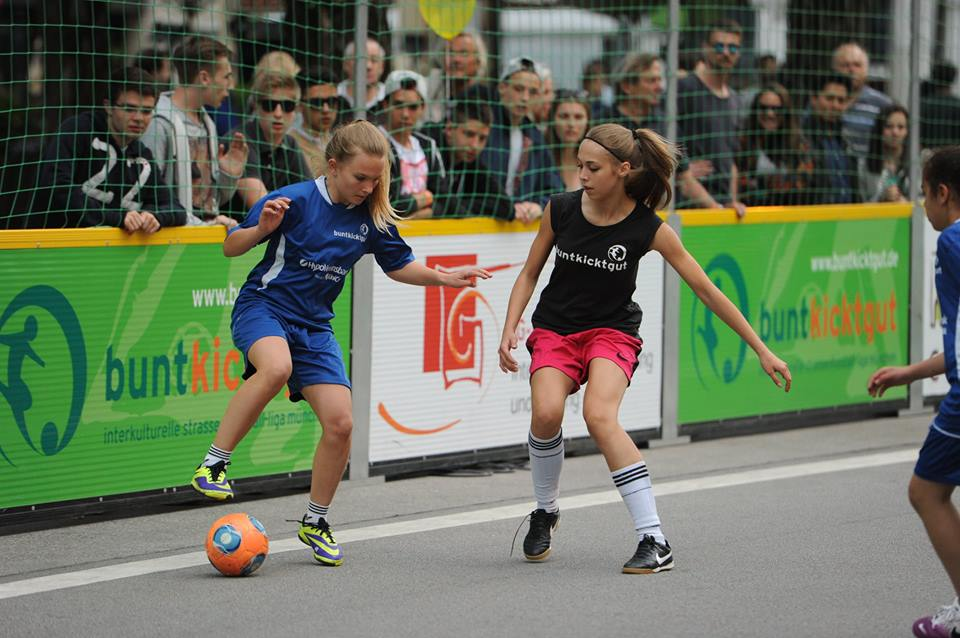
UniCredit-Cup 2015 in München

### Turniere
Neben dem regulären Ligabetrieb veranstaltet buntkicktgut jedes Jahr unterschiedliche Turniere (sogenannte „buntkicktgut-open“), die Teams offenstehen, die nicht am regelmäßigen Ligabetrieb teilnehmen. Dazu zählen beispielsweise die Liga-Cups oder der UniCredit-Cup. 2015 konnten sich die Turniersieger der buntkicktgut open auf dem Corso Leopold-Straßenfest für die „Road to Berlin“ qualifizieren und dort in den Ministergärten am Street Champions Cup teilnehmen. 2015 fand zudem der CrossCultureCup vor dem Brandenburger Tor während der „Champions Week“ statt, bei dem Politiker, Prominente und ehemalige Fußballprofis mit Spielern von buntkicktgut einzelne Teams bildeten.

### Camps und Jugendbegegnungen
Camps, Ausflüge, Reisen und Jugendaustausche bieten den Kindern und Jugendlichen die Möglichkeit über den „Tellerrand“ zu blicken, neue Horizonte und Kontakte zu erschließen und bilden ein unersetzbares Lernfeld für Identifikation, Teamgeist und soziale Verantwortung.

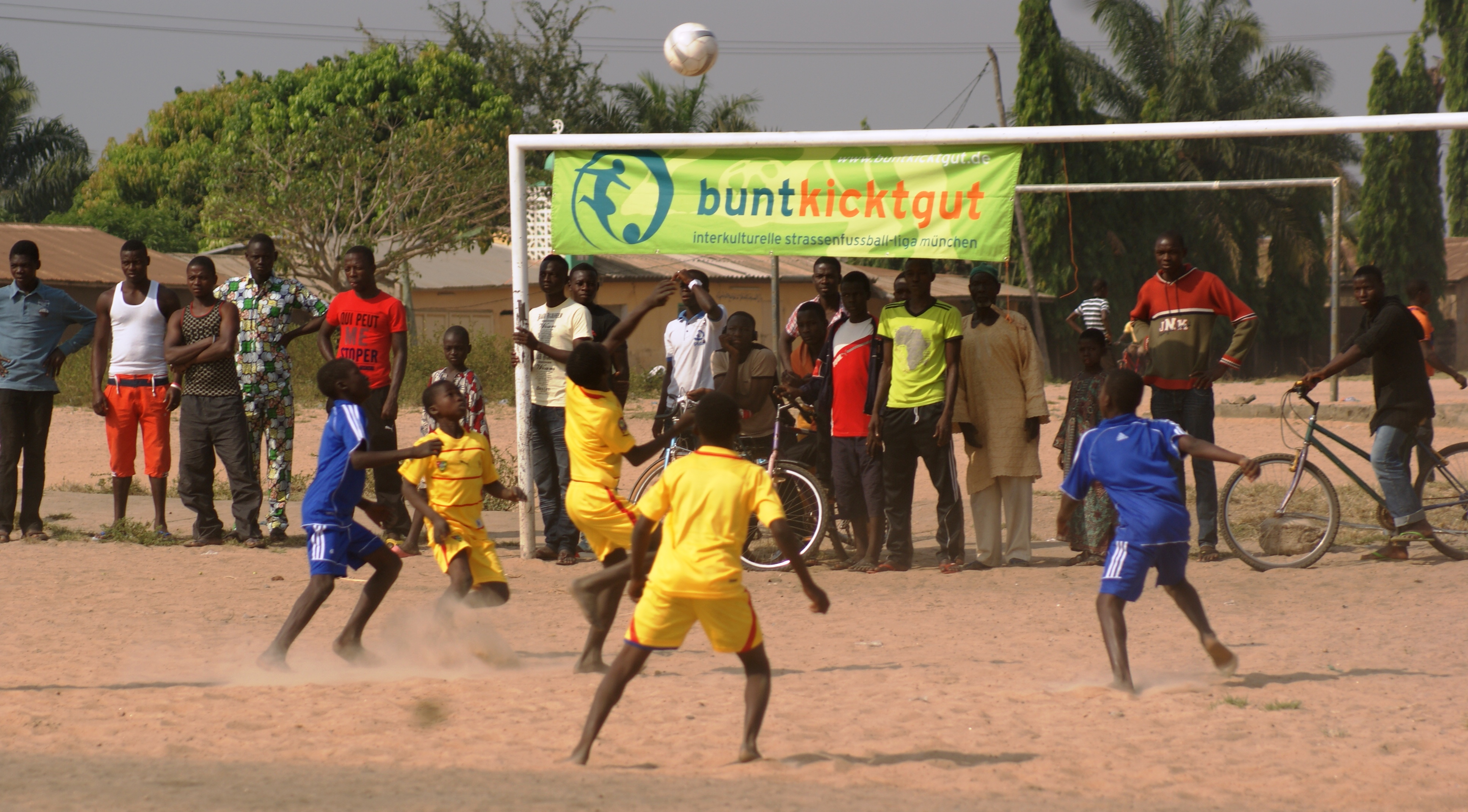
buntkicktgut beim „Coupe de l’amité“ in Sokodé

### Sport und Entwicklung
buntkicktgut unterstützt seine Spieler nicht nur in Deutschland, sondern auch bei ihrem Engagement in und für ihre Herkunftsländer. Das Potential bei der Zusammenarbeit von Diaspora-/Migranten-Organisationen mit zivilgesellschaftlichen Akteuren als Vorbilder in Deutschland und in ihren Herkunftsländern ist immens. Seit 2010 engagiert sich buntkicktgut in der Stadt Sokodé im westafrikanischen Togo. Sokodé ist die Heimatstadt des langjährigen Spielers und jetzigen buntkicktgut-Mitarbeiters Oussman Kofia. Seit 2011 zeigt er jährlich Spielern von buntkicktgut im Rahmen des regionalen Kulturfestivals „Festekpé“ und des Fußballturniers „Coupe de l’amité“ seine Heimat. Seit 2015 zählt die Stadt offiziell zu den buntkicktgut-Standorten.

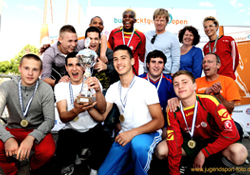
buntkicktgut open 2009 – Siegerehrung mit Oliver Kahn

## Schirmherrschaft
Als Schirmherr war Oliver Kahn von 2005 bis 2012 für buntkicktgut aktiv. 2014 engagierte sich der damalige Bayern-Spieler Jérôme Boateng für das Gesamtprojekt. Schirmherr von buntkicktgut Dortmund war der ehemalige Borussia Dortmund Spieler Neven Subotic. Für den buntkicktgut-Standort in Berlin hat die Senatorin für Arbeit, Integration und Frauen, Dilek Kolat, die Schirmherrschaft übernommen. Außerdem engagieren sich in Berlin Franziska Giffey (Bezirksbürgermeisterin in Neukölln bis 2018), der Bezirksstadtrat Jan-Christoph Rämer (Stadtrat für Bildung, Schule, Kultur & Sport Neukölln) sowie der Bezirksstadtrat Falko Liecke (Stadtrat für Jugend und Gesundheit) für die Straßenfußball-Liga in Neukölln.

## Auszeichnungen
Im Dezember 2000 wurde buntkicktgut durch den Oberbürgermeister Christian Ude mit dem von der Lichterkette e. V. und dem Ausländerbeirat der Stadt München initiierten Förderpreis „Münchner Lichtblicke“ ausgezeichnet. Im August 2002 erhielt das Projekt von Bundespräsident Johannes Rau den ersten Preis des Integrationswettbewerbs 2002 „Auf Worte folgen Taten“. 2007 erhielt buntkicktgut den Integrationspreis des Deutschen Fußball-Bundes. Im Jahr 2012 wurde zudem der buntkicktgut-Standort Dortmund mit dem Integrationspreis des Deutschen Fußball-Bundes ausgezeichnet. Im Dezember 2014 wurde buntkicktgut im Wettbewerb Aktiv für Demokratie und Toleranz von der Bundeszentrale für politische Bildung ausgezeichnet. Im Jahr 2015 überreichte Dirk Nowitzki buntkicktgut das Wirkt-Siegel des Analysehauses Phineo, 2016 war buntkicktgut unter den Preisträgern des Wettbewerbs „Ausgezeichnete Orte im Land der Ideen“, und 2018 erhielt buntkicktgut Berlin den zweiten Platz beim DFB-Integrationspreis.